# Tim Rummens
Tim Rummens (né le 16 décembre 1987 à Louvain) est un athlète belge, qui a entamé sa carrière dans le saut en hauteur, mais qui a par la suite opté pour les épreuves de 400 m, 400 m haies et  4 x 400 m.

## Biographie
Tim Rummens est membre du Daring Club Leuven Atletiek.

## Championnats

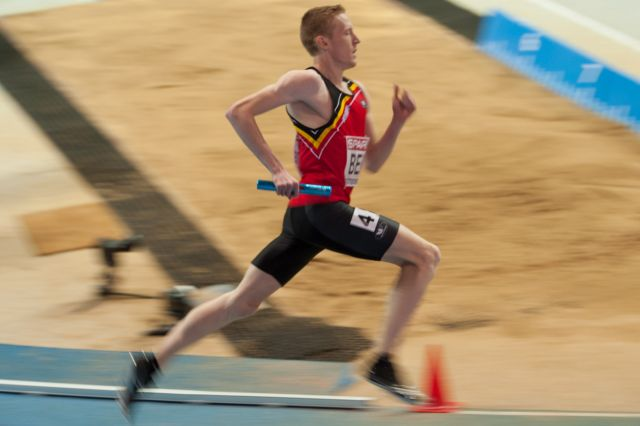
Tim Rummens aux Championnats d'Europe en salle à Göteborg, 2013

### Championnats des Flandres
En stade
| Épreuve         | Année |
| --------------- | ----- |
| Saut en hauteur | 2008  |
| 400 m haies     | 2012  |

En salle
| Épreuve         | Année            |
| --------------- | ---------------- |
| Saut en hauteur | 2009             |
| 400 m           | 2011, 2012, 2013 |

### Championnats de Belgique
En stade
| Épreuve         | Années         |
| --------------- | -------------- |
| Saut en hauteur | 2007 (J), 2008 |
| 400 m haies     | 2009, 2013     |

## Records personnels

### En stade
| Épreuve         | Performance   | Lieu           | Date            |
| --------------- | ------------- | -------------- | --------------- |
| Saut en hauteur | 2,15 m        | Leiria         | 21 juin 2008    |
| 400 m           | 46 s 93       | Heusden-Zolder | 7 juillet 2012  |
| 400 m haies     | 50 s 23       | Bruxelles      | 21 juillet 2013 |
| 4 × 400 m       | 3 min 07 s 98 | Göteborg       | 3 mars 2013     |

### En salle
| Épreuve         | Performance | Lieu | Date            |
| --------------- | ----------- | ---- | --------------- |
| Saut en hauteur | 2,13 m      | Gand | 10 février 2008 |
| 400 m           | 48 s 03     | Gand | 2 février 2013  |

## Palmarès

### En stade
| Année | Compétition                                                | Lieu           | Place | Épreuve         | Temps         |
| ----- | ---------------------------------------------------------- | -------------- | ----- | --------------- | ------------- |
| 2006  | Championnats de Belgique d'athlétisme (Juniors et Espoirs) | Liège          | 3e    | Saut en hauteur | 1,90 m        |
| 2007  | Championnats de Belgique d'athlétisme (Juniors et Espoirs) | Gand           | 1er   | Saut en hauteur | 1,90 m        |
| 2008  | Championnats de Belgique d'athlétisme 2008                 | Liège          | 1er   | Saut en hauteur | 2,11 m        |
| 2008  | Championnats de Flandre 2008                               | Oordegem       | 1er   | Saut en hauteur | 2,06 m        |
| 2008  | Championnat ECCC pour Juniors 2008                         | Leiria         | 1er   | Saut en hauteur | 2,15 m        |
| 2011  | Championnats de Flandre 2011                               | Gentbrugge     | 3e    | 400 m haies     | 52 s 78       |
| 2011  | Championnats de Belgique d'athlétisme 2011                 | Bruxelles      | 3e    | 400 m haies     | 52 s 12       |
| 2012  | KBC Night of Athletics                                     | Heusden-Zolder | 1er   | 400 m           | 46 s 93       |
| 2012  | Championnats de Flandre 2012                               | Kessel-Lo      | 1er   | 400 m haies     | 51 s 28       |
| 2012  | Championnats de Belgique d'athlétisme 2012                 | Bruxelles      | 2e    | 400 m haies     | 50 s 91       |
| 2013  | Championnats de Belgique d'athlétisme 2013                 | Bruxelles      | 1er   | 400 m haies     | 50 s 23       |
| 2013  | Championnats d'Europe en salle                             | Göteborg       | 4e    | 4 × 400 m       | 3 min 07 s 98 |